# رافاييلي بوريا ريتشي دولمو
رافاييلي بوريا ريتشي دولمو (بالإيطالية: Raffaele Borea Ricci d'Olmo) هو ضابط بحري إيطالي برتبة عقيد بحري. (Contrammiraglio)[بحاجة لمصدر] هو أول حاكم لمستعمرة طرابلس الغرب لبعضة أيام في أكتوبر 1911، وإن كان حكمه فعلياً قد اقتصر على مدينة طرابلس في الأيام الأولى للغزو الإيطالي للمستعمرة.